# Municipio de Concord (condado de Elkhart)
El municipio de Concord (en inglés: Concord Township) es un municipio ubicado en el condado de Elkhart en el estado estadounidense de Indiana. En el año 2010 tenía una población de 54167 habitantes y una densidad poblacional de 567,41 personas por km².

## Geografía
El municipio de Concord se encuentra ubicado en las coordenadas 41°39′8″N 85°56′36″O / 41.65222, -85.94333. Según la Oficina del Censo de los Estados Unidos, el municipio tiene una superficie total de 95.46 km², de la cual 93.63 km² corresponden a tierra firme y (1.92%) 1.83 km² es agua.

## Demografía
Según el censo de 2010, había 54167 personas residiendo en el municipio de Concord. La densidad de población era de 567,41 hab./km². De los 54167 habitantes, el municipio de Concord estaba compuesto por el 68.6% blancos, el 14.02% eran afroamericanos, el 0.55% eran amerindios, el 0.92% eran asiáticos, el 0.05% eran isleños del Pacífico, el 12.16% eran de otras razas y el 3.7% pertenecían a dos o más razas. Del total de la población el 21.27% eran hispanos o latinos de cualquier raza.